# Robert Billecard
Robert Billecard,  né le 12 novembre 1886 à Chambéry, et mort le 10 octobre 1953 à Neuilly-sur-Seine, est un haut fonctionnaire et un résistant français. Il fut notamment chef du cabinet civil du général Lyautey au Maroc et pendant la seconde guerre mondiale, préfet de Seine et Oise, confronté en 1940 à l’invasion allemande, puis préfet des Ardennes de 1942 à 1943, et résistant, membre de l’Organisation civile et militaire (OCM), pendant cette même période.

## Biographie
Son grand-père a été magistrat. Son père a exercé également comme magistrat, successivement à Lure, Vesoul, Lons-le-Saunier, Chambéry (où il est substitut du procureur), Rouen puis Douai. Léon Robert Elisée Billecard est né le 12 novembre 1886 à Chambéry.  S’inscrivant dans la tradition familiale, Robert Billecard mène des études en droit qui le conduisent à la Faculté de droit de Paris, et  devient avocat, au barreau de Douai, puis à la Cour de Paris. 
Il est en parallèle membre de différentes associations de jeunesse radicales socialistes dans le Nord, notamment de la Fédération républicaine des étudiants de France.
En 1910, il devient attaché au cabinet du sous-secrétaire d’État à la Guerre, Joseph Noulens, dans le deuxième gouvernement Aristide Briand.  En 1912, il est promu chef du cabinet civil du général Lyautey, alors résident général au Maroc (1912). Lyautey entreprend la pacification de ce territoire, et encourage ou anime des évolutions de l’agriculture marocaine, tout en veillant à préserver la culture locale, à protéger les centres anciens des grandes villes.
En février 1914, Robert Billecard revient en métropole comme sous-préfet de Nogent-sur-Seine. Puis il est mobilisé au déclenchement de la première guerre mondiale, sous-lieutenant au 331e régiment d'infanterie. Il est blessé aux combats une première fois en août 1914. Il est affecté à la mission militaire française dans l'armée belge. En octobre 1916, il est nommé lieutenant au 31e bataillon de chasseurs à pied et participe à la bataille de la Somme,  puis à des combats sur le Chemin des Dames, à la Bataille de la Malmaison. Nommé capitaine, il est à nouveau blessé en mai 1918, lors de la troisième bataille de l'Aisne. À la fin du conflit, démobilisé en avril 1919, il est nommé chef adjoint du cabinet du ministre des Régions libérées, Albert Lebrun. Puis il rentre dans la préfectorale et devient notamment sous-préfet de Brest puis en Gironde.
Directeur du cabinet du ministre de l’Instruction publique et des Beaux-Arts en 1924, Robert Billecard revient à la préfectorale cette même année 1924, comme préfet des Deux-Sèvres, puis de l’Orne en 1926, de la Drôme en 1931, du Morbihan en 1933, du Loiret en 1934 et enfin de Seine-et-Oise en 1936,.
En juin 1940, il est confronté à l’avancée allemande, avec un gouvernement qui a quitté Paris et comme seuls interlocuteurs la hiérarchie militaire qui lui donne des ordres. La confusion entre pouvoir civil et pouvoir militaire est totale. Il  quitte la région parisienne le 14 juin, à l’arrivée des troupes allemandes dans la capitale, et n’y revient qu’après l’armistice, le 25 juin.  Accusé par le nouveau ministre de l’intérieur, nommé par le maréchal Pétain, d’avoir abandonné son poste pendant une semaine et demi, il répond vertement que rester sur place aurait été une attitude idiote, sur la base du précédent de la première guerre mondiale.  Pour lui, un préfet était un représentant du gouvernement et ne pouvait rien faire sinon servir d’otage face à un envahisseur .
Le 18 septembre 1940, il est mis en disponibilité par le gouvernement du maréchal Pétain, en raison de ses convictions républicaines et de gauche. Mais en 1942, le  même régime de Vichy lui demande de reprendre du service comme préfet des Ardennes. Il accepte après en avoir informé Londres. Il reste préfet de ce département du 1er juin 1942 au 6 février 1944, tout en étant membre d'une organisation de résistance, l'Organisation civile et militaire (OCM). 
Son action au sein de la résistance lui vaut d’être nommé à la Libération, en 1944,  haut-commissaire à la production industrielle. En 1946, il redevient préfet, nommé en Ille-et-Vilaine. Puis il devient  inspecteur général en mission extraordinaire dans les départements compris dans la 3e région militaire. Enfin, en juin 1949, il est nommé président du conseil d'administration de l'office national d'immigration. Mais peu de temps après, il fait valoir ses droits à la retraite ce qui est accepté en conseil des ministres du 7 juillet 1949. Il consacre les premières années de son temps libre à rédiger un ouvrage sur Lyautey au Maroc.
Il décède le 10 octobre 1953, à Neuilly-sur-Seine,  à l’âge de 66 ans, et est inhumé à Versailles, en Île-de-France.

## Distinctions
- Grand officier de la Légion d'honneur (9 juillet 1949)[8]
- Croix de guerre 1914–1918
- Officier d'académie
- Chevalier de l'ordre du Mérite agricole
- Médaille coloniale
- Chevalier de l'ordre de Léopold
- Chevalier de l'ordre de la Couronne
- Croix de guerre

## Publications
- Du Mode de recrutement du Sénat. Thèse pour le doctorat (sciences politiques et économiques).  Université de Paris. Faculté de droit, M. Giard et E. Brière, 1912.
- Discours prononcés le 7 octobre 1922 à l'occasion de la remise à M. Charles Arnault, préfet de la Gironde d'une croix d'officier de la Légion d'honneur, offerte par le personnel de la préfecture et des services qui s'y rattachent. Discours de M. Robert Billecard, secrétaire général. Discours de M. Alchurrun, chef de division. Discours de M. Charles Arnault, préfet, Imprimerie Gounouilhou, 1923.
- Lyautey et son équipe., Paris, Hommes et monde, 1952.

### Sources sur le web
- Notices d'autorité :   - VIAF
  - ISNI
  - BnF (données)
  - Archives nationales (France)
  - IdRef
- « 323AP. BILLECARD (Robert) », sur le site des Archives Nationales.
- « Léon Robert Elisée Billecard », sur www.perche.gouet.net.
- « Le dossier Cyminski », sur www.perche.gouet.net.
- « Liste des Préfets du Morbihan. Les préfets du Morbihan de 1800 à aujourd’hui », sur www.morbihan.gouv.fr.
- « Avis de décès », sur le site Leonore du ministère de la Culture.
- « Parcours », sur le site Leonore.
- « Parcours (complément) », sur le site Leonore.
- « Détail de ses années de services militaires », sur le site Leonore.